# Rasbora sarawakensis
Rasbora sarawakensis är en fiskart som beskrevs av Brittan, 1951. Rasbora sarawakensis ingår i släktet Rasbora och familjen karpfiskar. Inga underarter finns listade i Catalogue of Life.